# Gofraid di Lochlann
Gofraid di Lochlann (... – 873 ?) fu sovrano di Lochlann e re delle isole, imponendo la propria autorità sul Mare d'Irlanda e sui dintorni nell'Alto Medioevo.
Vissuto in un'epoca storica durante la quale l'influenza dei vichinghi stava crescendo in Scozia, si sa molto poco di lui, comprese le sue origini e le politiche da lui eseguite durante il suo regno, sebbene dei discendenti di Gofraid si conoscano numerose informazioni grazie agli annali irlandesi. Sono state spesso elaborate delle teorie abbastanza inverosimili relative a legami tra queste figure storiche e personaggi presenti nelle saghe norrene.

## Biografia
Gli Annali frammentari d'Irlanda di Amlaib Conung riferiscono a proposito di Gofraid che nell'871 egli:
Anziché provare a chiarire ulteriormente il quadro, il testo afferma in maniera abbastanza superficiale:
Gli annali attestano anche che nell'849:
La fonte dichiara chiaramente che Amlaib fosse il figlio di Gofraid, re del Lochlann, sebbene la posizione e l'esatta estensione di tale regione sia oggetto di qualche disputa storiografica. La parola è spesso tradotta con "Norvegia", sebbene Ó Corráin sostenga che il Lochlann «corrisponda alla Scozia vichinga e probabilmente contestualizza il personaggio» in quel periodo storico, fornendo però un'anacronistica definizione di un regno delle Isole già unificato e amministrativamente strutturato. Gli Annali frammentari dichiarano poco altro sulla vita di Gofraid se non con riferimento all'anno 873:
Tuttavia, secondo Downham, «nessuna di queste informazioni può essere considerata attendibile», poiché «non si conoscono prove contemporanee a sostegno dell'affermazione secondo cui il padre [di Amlaib] si chiamasse Gofraid». È necessario infatti ricordare che gli Annali frammentari sono stati compilati in un momento storico incerto, forse nel XI secolo. Nemmeno la narrazione cronologica fornita dagli Annali appare convincente. Malgrado ciò, Ó Corráin ha ritenuto che quanto asserito riguardo all'873 «non costituisca una casualità impossibile: i suoi figli vengono menzionati per la prima volta in Irlanda un quarto di secolo prima, molto probabilmente quando avevano al massimo vent'anni, e ciò possiamo dedurre che potrebbe aver avuto sessant'anni quando morì». Lo studioso ha affermato inoltre che «è probabile che il padre di Amlaíb (Óláfr) e Ímar (Ívarr) sia Gothfraidh (Guðrøðr) e che sia un personaggio storicamente esistito e un reale antenato della sua famiglia».

## Predecessori
Un passaggio tratto dagli Annali frammentari e legato all'871-872 sostiene che «in quest'anno, cioè il decimo del regno di Áed Findliath, Ímar, figlio di Gothfraid, figlio di Ragnall, figlio di Gothfraid Conung, figlio di Gofraid e a sua volta figlio dell'uomo che lasciò l'Irlanda, cioè Amlaib, saccheggiò da ovest a est e da sud a nord». Benché si possa credere che quella indicata fosse l'ipotetica ascendenza per Gofraid, secondo Ó Corráin quanto riferito in merito alla «sua genealogia va interpretato alla stregua di una costruzione priva di valore storico» e i tentativi di collegare i re di Lochlann con dei personaggi storici vissuti in Norvegia non si sono rivelati realistici.
Alfred Smyth ha identificato Amlaib con Olaf Geirstad-Alf di Vestfold, circostanza la quale sovrapporrebbe Gofraid a Guðröðr il Cacciatore, nonno di Harald Bellachioma. Dal canto suo, Ó Corráin ha ribadito che non esistono «testimonianze storiche o linguistiche valide che ricolleghino Lothlend/Laithlind alla Norvegia, né ne esista qualcuna che suggerisca un legame tra la dinastia di Dublino e le oscure vicende relative agli Ynglingar di Vestfold».

## Discendenza

La dinastia degli Uí Ímair. "Halfdan" corrisponde a Halfdan Ragnarsson, presunto fratello di Ivar Senz'ossa, la cui relazione con Ímar, figlio di Gofraid, è «dubbia»

Oltre ad Amlaib Conung, Gofraid ebbe almeno altri due figli, ossia Ímar, l'eponimo fondatore degli Uí Ímair, e Óisle. Gli Annali dell'Ulster segnalano anche la presenza di un re del «Laithlinne» il cui erede, Thórir, portò un esercito in Irlanda nell'848 e morì lì in battaglia. Sebbene non vi sia alcuna conferma specifica che si trattasse di re Gofraid, intercorre un solo anno di differenza con la prima attestazione di Amlaib come figlio del re negli Annali frammentari.
Secondo gli Annali frammentari relativi all'867 circa:
Quando Óisle visitò Amlaib, il primo disse:
Nell'870, Dumbarton fu assediata da Amlaib Conung e Ímar, «i due re dei norreni [...] fecero ritorno a Dublino dalla Gran Bretagna» l'anno seguente, portando con sé numerosi prigionieri. Gofraid potrebbe essere stato succeduto brevemente da Ímar, che morì anch'egli nell'873. La sua morte è attestata dagli Annali dell'Ulster: «Imhar rex Nordmannorum totius Hibernię & Brittanie uitam finiuit» ("Ímar re dei vichinghi norvegesi di tutta l'Irlanda e della Gran Bretagna cessò di vivere"). Amlaíb morì l'anno seguente durante una campagna in Scozia, o forse prima dell'872. La serie dei discendenti e antecedenti legati a Gofraid è stata talvolta ricondotta ad alcuni personaggi leggendari delle saghe norrene, sia pur senza giungere ad alcuna conclusione inequivocabile.

### Ímar
I discendenti di Ímar includono suo nipote Ragnall ua Ímair, che fu sovrano della Northumbria e di Man (e che potrebbe corrisponde a Ragnvald Eysteinsson della Saga degli uomini delle Orcadi), Sitric Cáech (morto nel 927), che fu re di Dublino e di York, il suo successore Amlaíb Cuarán e probabilmente la dinastia Crovan che avrebbe successivamente regnato a Man. Infine, essa include il Clann Somhairle, i governanti di Argyll e i loro discendenti del Clan Donald, signori delle Isole.
Ímar è stato anche identificato come il personaggio della saga Ivar Senz'Ossa. Quest'ultimo è menzionato in una saga islandese realizzata verso la fine dell'XI secolo come figlio del potente Ragnarr Loðbrók. Ivar aveva undici fratelli, tra cui Halfdan Ragnarsson e Ubbe (ma non tra cui un Amlaib o Óisle) e si ritiene che sia morto senza lasciare eredi Non vi è infine alcuna indicazione negli annali irlandesi che Ragnar Lodbrok avesse alcun legame con l'Irlanda.

### Amlaib
Amlaib ebbe due figli, Oistin (morto nell'875) e Carlus (morto nell'868). A differenza di Ímar, non vengono indicati dei discendenti successivi ma, come suo fratello, è stato da taluni identificato con un personaggio della saga, Olaf il Bianco.
Quest'ultimo sposò Auda la Saggia, figlia di Ketil Naso Piatto, ed ebbero un figlio, Thorstein il Rosso, il cui nome è simile all'irlandese "Oistin". Tuttavia, Auda non compare nelle fonti irlandesi e sussistono vari elementi che screditano la validità di un simile resoconto. Ad esempio, il Landnámabók afferma che Olaf trovò la morte battagliando in Irlanda, ma nessuna fonte irlandese fa riferimento a un qualche scontro e la Cronaca dei re di Alba riferisce della morte di Amlaib nella terra dei Pitti per mano di Costantino I di Scozia. Pur essendo stato spesso avanzato tale collegamento, altrettante volte lo si è rigettato.